# Procambarus pycnogonopodus
Procambarus pycnogonopodus är en kräftdjursart som beskrevs av Hobbs 1942. Procambarus pycnogonopodus ingår i släktet Procambarus och familjen Cambaridae. IUCN kategoriserar arten globalt som otillräckligt studerad. Inga underarter finns listade i Catalogue of Life.